# Francis Han
Francis Jonathan Han Alicea (ur. 14 stycznia 1987 w Oceanside) – amerykański koszykarz, portorykańskiego pochodzenia, posiadający także polskie obywatelstwo, występujący na pozycji rozgrywającego, obecnie zawodnik Górnika Wałbrzych.
5 stycznia 2016 został zawodnikiem Śląska Wrocław. 20 czerwca 2017 podpisał umowę z PGE Turowem Zgorzelec. 30 listopada opuścił klub.
21 stycznia 2021 dołączył do PGE Spójnia Stargard

## Osiągnięcia
Stan na 20 listopada 2021.
NCAA
- Zaliczony do II składu All-MAAC (2008)[5]:

Drużynowe
- Wicemistrz Portoryko (2021)[6]
- Finalista Pucharu Polski (2021)[7]
- Uczestnik rozgrywek Ligi Amerykańskiej FIBA (2013, 2014)